# Edward Vaca
Edward Vaca Hurtado (Santa Cruz de la Sierra, Bolivia, 30 de septiembre de 1999) es un futbolista boliviano que juega en la posición de centrocampista y su equipo actual es Bolívar de la Primera División de Bolivia.

## Trayectoria
Edward Vaca se formó como jugador en la Academia Tahuichi Aguilera, en 2017 paso a Quebracho y luego a Blooming.

## Clubes
| Club      | País    | Año             |
| --------- | ------- | --------------- |
| Quebracho | Bolivia | 2017            |
| Blooming  | Bolivia | 2018 – Presente |